# Paul Freeman
Paul Freeman (Chipping Barnet, Nagy-London, Hertfordshire, Egyesült Királyság, 1943. január 18. –) angol színpadi és filmszínész. Nagy-Britannia egyik legkiválóbb klasszikus színpadi művésze, a Royal Shakespeare Company és a brit National Theatre társulatának tagja.

## Élete

### Színészi pályája
A hertfordshire-i Chipping Barnetben született, Nagy-London régióban. Pályáját színpadokon kezdte. Kis szerepekben kezdte klasszikus Shakespeare-darabokban, a Szentivánéji álomban és a Hamletben. Hamarosan a londoni National Theatre és Royal Shakespeare Company tagja lett. 1974-ben – Max Stafford-Clark színigazgatóval együtt – megalapította saját színpadi társulatát, a Joint Stock Theatre Company-t.
Első komolyabb filmes megjelenésére 1978-ban került sor, a Will Shakespeare televíziós minisorozatban. Első mozifilmes szerepét John Mackenzie rendező 1980-as Hosszú nagypéntek című akció-thrillerében kapta, ahol a főszereplő Bob Hoskins barátját, Colint alakította. 1981-ben John Irvin rendező A háború kutyái című akciófilmjében, mely Frederick Forsyth regényéből készült, Freeman már az egyik fontos szerepet vitte Christopher Walken és Tom Berenger mellett. Ugyanebben az évben mutatkozott be Steven Spielberg rendező első Indiana Jones-filmjében, Az elveszett frigyláda fosztogatói-ban, ahol Freeman a francia René Belloq-ot, Doktor Jones (Harrison Ford) nagy ellenfelét játszotta el. A szerepe meghozta számára a nemzetközi ismertséget. Ezután számos kalandfilmben szerepelt, legnagyobbrészt rosszindulatú, gonosz intrikusokat. 1990 után ismét feltűnt a George Lucas által készített, Az ifjú Indiana Jones kalandjai sorozatban, egy másik intrikus szerepében. Emellett számos kisebb-nagyobb drámai és vígjátéki szerepet is kapott, mozifilmekben és tévésorozatokban.
2006-ban a Kisvárosi gyilkosságok krimisorozat Az életművész (Down Among the Dead Men) epizódjában a köztiszteletben álló Sir John Waverley földbirtokost alakította, aki zsarolók áldozatává válik. Két vígjátékban játszott együtt Simon Peggel, 2007-ben a Vaskabátok krimikomédiában és 2012-ben A Fantastic Fear of Everything című horror-vígjátékban.

### Magánélete
Első felesége Judy Matheson (1945) angol színésznő volt, akit 1967-ben vett feleségül, de a később elváltak. Freeman második felesége 1986 óta Maggie Scott (1955) angol színésznő,  textilművész és feminista aktivista. Együtt szerepeltek A háború kutyái c. akciófilmben (1980). Egy Lucy nevű közös leányuk született.
Freeman és Scott az UK Friends of Healing Focus (UKHF) nevű jótékony célú polgári egyesület alapítói közé tartoznak. Ez a szervezet az árva gyermekeket segítő, hasonló nevű ugandai civil szervezettel dolgozik együtt. Az egyesület egyik patrónája Helen Mirren.

## Fontosabb filmszerepei
- 1972: The Last of the Baskets; tévésorozat; Bernard Rage
- 1972: Jason King, tévésorozat; forradalmár férfi
- 1973: Coronation Street, tévésorozat; Terry Slade
- 1974: A fekete bárány (Baa Baa Black Sheep); tévéfilm; Lockwood
- 1978: Will Shakespeare; tévé-minisorozat; 6 epizódban; Dick Burbage
- 1980: Death of a Princess, tévéfilm; Christopher Ryder
- 1980: Hosszú nagypéntek (The Long Good Friday); Colin
- 1980: A háború kutyái (The Dogs of War); Derek
- 1981: Az elveszett frigyláda fosztogatói (Raiders of the Lost Ark); Belloq
- 1981: Winston Churchill: The Wilderness Years, tévé-minisorozat; Ralph Wigram
- 1974–1982: Crown Court, tévésorozat; több szerepben
- 1982: S.A.S. kommandó (Who Dares Wins); Sir Richard
- 1983: Enemies of the State; tévéfilm; Julius Tomin
- 1983: Si elle dit oui… je ne dis pas non; Nick
- 1984: Repülés Berlinbe (Flight to Berlin); Nicholas
- 1984: Cagney és Lacey (Cagney & Lacey); tévésorozat; Yves Benoit
- 1984: Sakharov, tévéfilm; Pavel Leontyev
- 1984–1985: Falcon Crest, tévésorozat; 19 epizódban; Gustav Riebmann
- 1986: Sanghaji meglepetés (Shanghai Surprise); Walter Faraday
- 1988: A riói fogoly (Prisoner of Rio); Ronald Biggs
- 1988: Elválasztott világ (A World Apart); Krüger
- 1988: Sherlock és én (Without a Clue); Moriarty professzor
- 1989: A sors csapdájában (Pursuit); tévé-minisorozat; Mittendorf SS-Oberführer
- 1989: Bűvös pillanatok (Magic Moments); tévéfilm; Brian Swann
- 1989: Murderers Among Us: The Simon Wiesenthal Story; tévéfilm; Josef
- 1990: Perry Mason: A francia kapcsolat (Perry Mason: The Case of the Desperate Deception); tévéfilm; Carl Meyerhoff
- 1990: Májusi bor (Les belles Américaines); Tom
- 1991: Under Cover, tévésorozat; Kalganyin ezredes
- 1992: Ászok: Vasmadarak III. (Aces: Iron Eagle III); Kleiss
- 1992: Az érem másik oldala (Double Edge); tévéfilm; Ferese
- 1992: A Dangerous Man: Lawrence After Arabia, tévéfilm; Dumont
- 1992: Micsoda nő ez a férfi! (Just Like a Woman); Miles Millichamp
- 1993: In Suspicious Circumstances, tévésorozat; Sir Patrick Hastings
- 1992–1993: Az ifjú Indiana Jones kalandjai (The Young Indiana Jones Chronicles); tévésorozat; Frederick Selous
- 1993: Piccolo grande amore; Otto Von Dix gróf
- 1994: Száguldó vipera (Viper), tévésorozat; Dr. Samuels
- 1994: Vörös sas (Lie Down with Lions); tévéfilm; Dubois
- 1995: Atomcsapat (Mighty Morphin Power Rangers: The Movie); Ivan Ooze
- 1995: Huszár a tetőn (Le hussard sur le toit); Laurent de Theus
- 1996: Mesék a kriptából (Tales from the Crypt), tévésorozat; Smoke Wrings c. rész; Alistair Touchstone
- 1996: Sámson és Delila (Samson and Delilah); tévé-minisorozat; Manoah
- 1997: Ruth Rendell Mysteries, tévésorozat; Julius Sorensen
- 1997: Nyerő páros (Double Team); Goldsmythe
- 1998: Tiltott szerelem (Only Love), tévéfilm; Dallesandro
- 1999: Az ördög számtana (The Devil’s Arithmetic), tévéfilm; rabbi
- 1999: The Dark Room, tévésorozat; Adam Kingsley
- 2000: Inspector Morse; tévésorozat; Frank Harrison
- 2002: Aranymezők (Fields of Gold); tévéfilm; Sir James Ferneyhough
- 1998–2002: Vészhelyzet (ER), tévésorozat; Dr. Charles Corday
- 2002–2003: Monarch of the Glen, tévésorozat; 11 epizódban; Andrew Booth
- 2004: Szent György és a sárkány (George and the Dragon); Sir Robert
- 2004: Bobby Jones: Egy legenda születése (Bobby Jones: Stroke of Genius); Angus
- 2004: Ha 64 leszek (When I’m Sixty-Four), tévéfilm; Ray
- 2005: A kecske ünnepe (La fiesta del Chivo); Agustín Cabral
- 2005: Kísért a múlt (Waking the Dead); tévésorozat; Dr. Charles Hoyle
- 2006: Kisvárosi gyilkosságok (Midsomer Murders), tévésorozat; Az életművész (Down Among the Dead Men) epizód; Sir John Waverley
- 2007: Vaskabátok (Hot Fuzz); Philip Shooter tiszteletes
- 2006–2007: A jog útvesztőjében (New Street Law), tévésorozat; 14 epizódban; Laurence Scammel jogtanácsos
- 2008: Hotel Babylon, tévésorozat; Sir Christopher Price
- 2008: Agatha Christie: Poirot, tévésorozat; Találkozás a halállal (Appointment with Death) c. rész; Carbury ezredes
- 2009: Candlefordi kisasszonyok (Lark Rise to Candleford), tévésorozat; az öreg Edmund
- 2009: The Courageous Heart of Irena Sendler, tévéfilm; Monsignore Godlewski
- 2009: Spanyolnátha: Az elfeledett esetek ( Spanish Flu: The Forgotten Fallen); tévéfilm; Sir Arthur Newsholme
- 2010: A kilencedik légió (Centurion); Agricola kormányzó
- 2010: Kémvadászok (Spooks), tévésorozat; Levi Cohen
- 2011: Ki vagy, doki? (Doctor Who: The Foe from the Future), tévé-minisorozat; Jalnik
- 2012: A Fantastic Fear of Everything; Dr. Friedkin
- 2012: Hollow Crown – Koronák harca (The Hollow Crown), tévé-minisorozat; Thomas Erpingham
- 2012: Válaszcsapás (Strike Back); Peter Evans
- 2013: A Biblia (The Bible), tévé-minisorozat; Sámuel próféta
- 2013: Versenyfutás az idővel (Getaway); a férfi
- 2013: Countdown to Murder, tévé-dokumentumsorozat; Tommy Cressman
- 2013: Lucan, tévé-minisorozat; John Pearson
- 2015: Da Vinci démonai (Da Vinci’s Demons), tévésorozat; építész
- 2018: Egy nagyon angolos botrány (A Very English Scandal), tévé-minisorozat; Sir Joseph Cantley
- 2017: Tokyo Trial, tévésorozat; William D. Patrick
- 2018: Viking Destiny; Tarburn
- 2017–2020: Elfeledve (Absentia), tévésorozat; 30 epizódban; Warren Byrne
- 2022: The Man Who Fell to Earth, televíziós sorozat; Gregory Papel
- 2022: Darkheart Manor (előkészületben); James
- 2022: The Man from Rome (előkészületben); Ferro atya